# سیارک ۹۹۲۲
سیارک ۹۹۲۲ (به انگلیسی: 9922 Catcheller، نامگذاری:1981EO21) نه هزار و نهصد و بیست و دومین سیارک کشف شده‌است که در ۲ مارس ۱۹۸۱ کشف شد.
قدر مطلق سیارک برابر ۱۵٫۱۰ است.